# Natividad Zaro
Natividad Zaro Casanova (Borja, 25 de diciembre de 1901-Madrid, 29 de agosto de 1978) fue una actriz, guionista, dramaturga, traductora y productora cinematográfica española.

## Trayectoria
Su padre era el Jefe de la Oficina de Correos de Borja. Ella cursó sus primeros estudios en el colegio de Santa Ana de dicha localidad. En 1926, tras abandonar sus estudios de Filosofía y Letras en Madrid, aprobó las oposiciones para el Cuerpo de Auxiliares de Correos y Telégrafos, aunque abandonó el puesto ya que decidió seguir su vocación de actriz.
Frecuentó con asiduidad las tertulias literarias de la época, como la que presidía Valle Inclán en El Henar. En 1927 fue presentada por el escritor César González Ruano en la Unión Iberoamericana donde recitó poemas de Juana de Ibarbourou, Dulce María Loynaz, María Enriqueta, Delmira Agustini, Gabriela Mistral y Alfonsina Storni. Debido al éxito que tuvo, siguió haciendo recitales en el teatro Infanta Beatriz, el Círculo de Bellas Artes y el Lyceum Club.

### Actriz
En 1928 debutó en el cine y junto a Cipriano Rivas Cherif creó el grupo de teatro experimental El Caracol. Su programa incluía obras de vanguardia como Orfeo de Jean Cocteau o El terno del difunto de Valle-Inclán entre otras y la titulada El sueño de la verdad, escrita por Zaro. A mediados de ese año, se integró como primera actriz en la compañía del actor Manrique Gil. El 8 de septiembre de 1929 interpretó el papel protagonista de la obra de Benito Pérez Galdós, Electra. En octubre representaron Un drama nuevo, de Tamayo y Baus y el 1 de noviembre pusieron en escena el Don Juan Tenorio, siendo Zaro doña Inés aunque con la transgresión al terminar la obra de ser ella don Juan.
El 28 de diciembre de 1929 se inauguró en el Teatro de la Comedia el teatro Pinocho, un espectáculo de guiñol en el que encarnaba a la muñeca Pirula de la revista Pinocho. Formando parte del elenco del Teatro Muñoz Seca representó sobre todo a Jacinto Benavente. En 1931 volvió a trabajar con Azorín en el Teatro Español.
En 1930 sirvió de modelo al escultor José María Palma que realizó un busto representando a Dulcinea del Toboso como ideal de la mujer española en la revista bisemanal Mujeres españolas.
En 1933 interpretó junto al dramaturgo Enrique Jardiel Poncela y Santiago Ontañón Falso noticiario, un guion de Edgar Neville, dirigido por él mismo en el que se parodiaba las películas de la época. Junto a Eugenio Montes, en aquel momento corresponsal de diferentes periódicos, vivió en París, Berlín, Viena, Roma y Portugal. Durante la Guerra civil participó en la fundación de la Compañía Nacional (también conocida como Teatro Nacional de Falange) creada por Dionisio Ridruejo y con Luis Escobar como director.

### Dramaturga, guionista y productora
En mayo de 1946 estrenó en el Teatro Lara su obra titulada Hombre en tres espejos, en la que actuó también como actriz. En 1947 fue llevada al cine con el título de Tres espejos.
Siguió escribiendo teatro, Jugando a los fantasmas, representada en Roma y traduciendo obras y adaptando de autores extranjeros así como adaptando obras para la televisión. Un guion suyo fue premiado por la  Junta del Sindicato Cinematográfico pero no pudo ser llevado a cabo por su alto presupuesto.
La película Sin uniforme (1948) está basada en su obra teatral También la guerra es dulce. Fue guionista de Tempestad en el alma (1950), dirigida por Juan de Orduña.
En 1951 se rodó Surcos en la que participó como coguionista junto al director José Antonio Nieves Conde y Gonzalo Torrente Ballester y fue producida por Atenea Films, S.L, productora de la que ella era presidenta. A partir de Surcos se dedicó más a la producción dedicada sobre todo al cine de subgéneros, como terror, musical, de romanos, etc. Su última película fue una coproducción El aventurero de la Rosa Roja, una novela de Alejandro Dumas.
También tradujo y adaptó obras de teatro, así en la década de los 70 adaptó Todo en el jardín de Edward Albee, El seductor de Diego Fabbri, Chao, don Antonio de Eduardo de Filippo, El realquilado de Joe Orton, ¡Qué país! de Ron Clark y Sam Bobrick, La mujer de cabello rojo de Sam Locke y Como las hojas de Giusseppe Giacosa.
Murió en 1978.

## Filmografía como escritora
Zaro participó en las siguientes películas como guionista, argumentista, adaptadora o dialoguista.
| - Tres espejos (1947) - Sin uniforme (1950) - Tempestad en el alma (1950) - Flor de lago (1950) - Surcos (1951) | - El tirano de Toledo (1953) - Siempre para ti (1955) - Dos novias para un torero (1956) - Amanecer en puerta oscura (1957) - La rebelión de los gladiadores (1958) | - Las legiones de Cleopatra (1959) - Ursus (1961) - El gladiador invencible (1961) - Desafío en Río Bravo (1964) - El aventurero de la rosa roja (1966) |

## Premios
Premios San Jorge de Cinematografía
| Año  | Categoría           | Película                  | Resultado |
| ---- | ------------------- | ------------------------- | --------- |
| 1957 | Mejor guion español | Amanecer en puerta oscura | Ganador   |